# Julien Baker

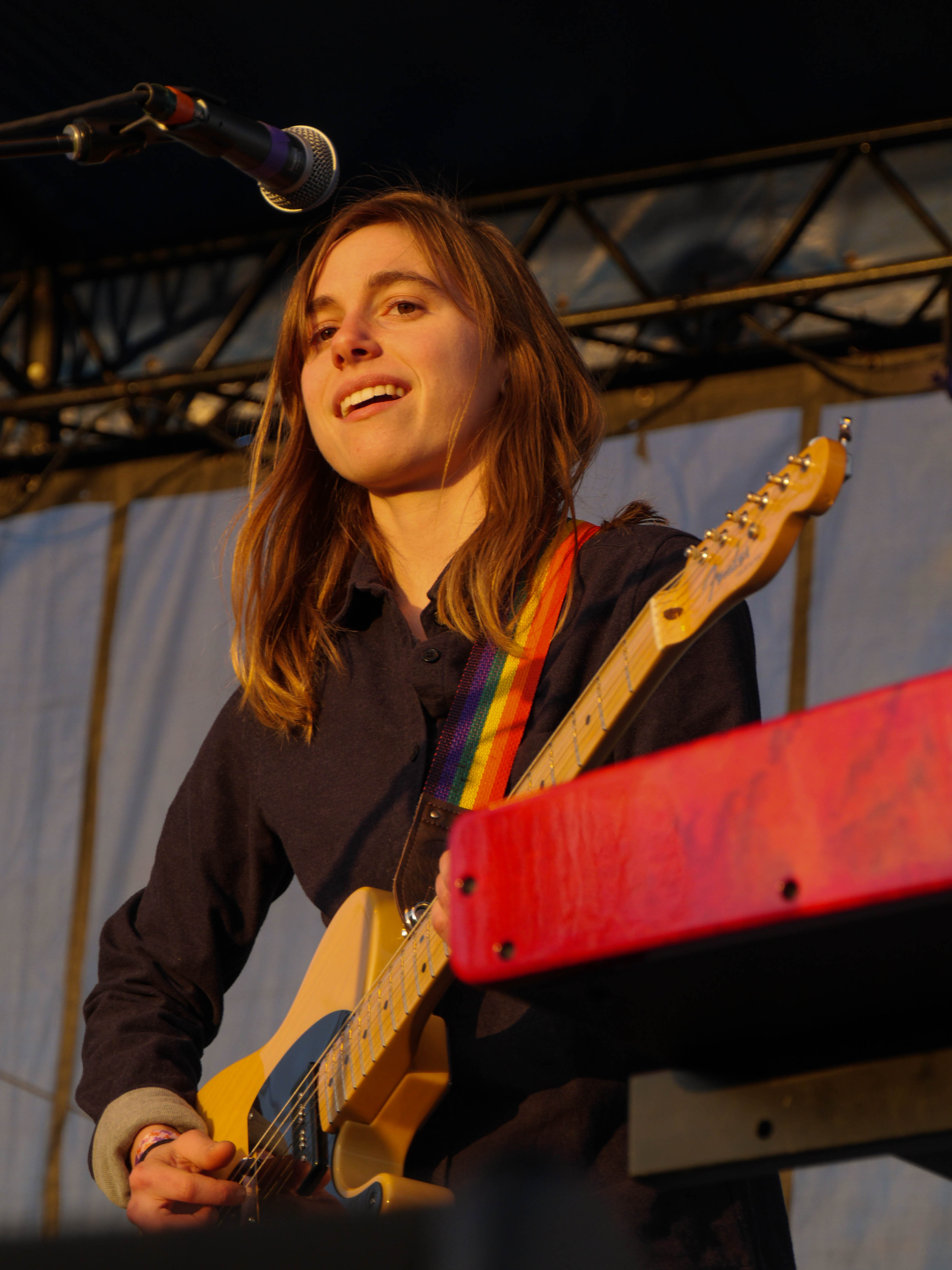
Julien Baker 2018

Julien Rose Baker (* 29. September 1995 in Germantown, Tennessee) ist eine US-amerikanische Indie-Rock-Musikerin und Sängerin. Sie ist sowohl solo aktiv als auch Mitglied der Supergroup Boygenius.

## Leben

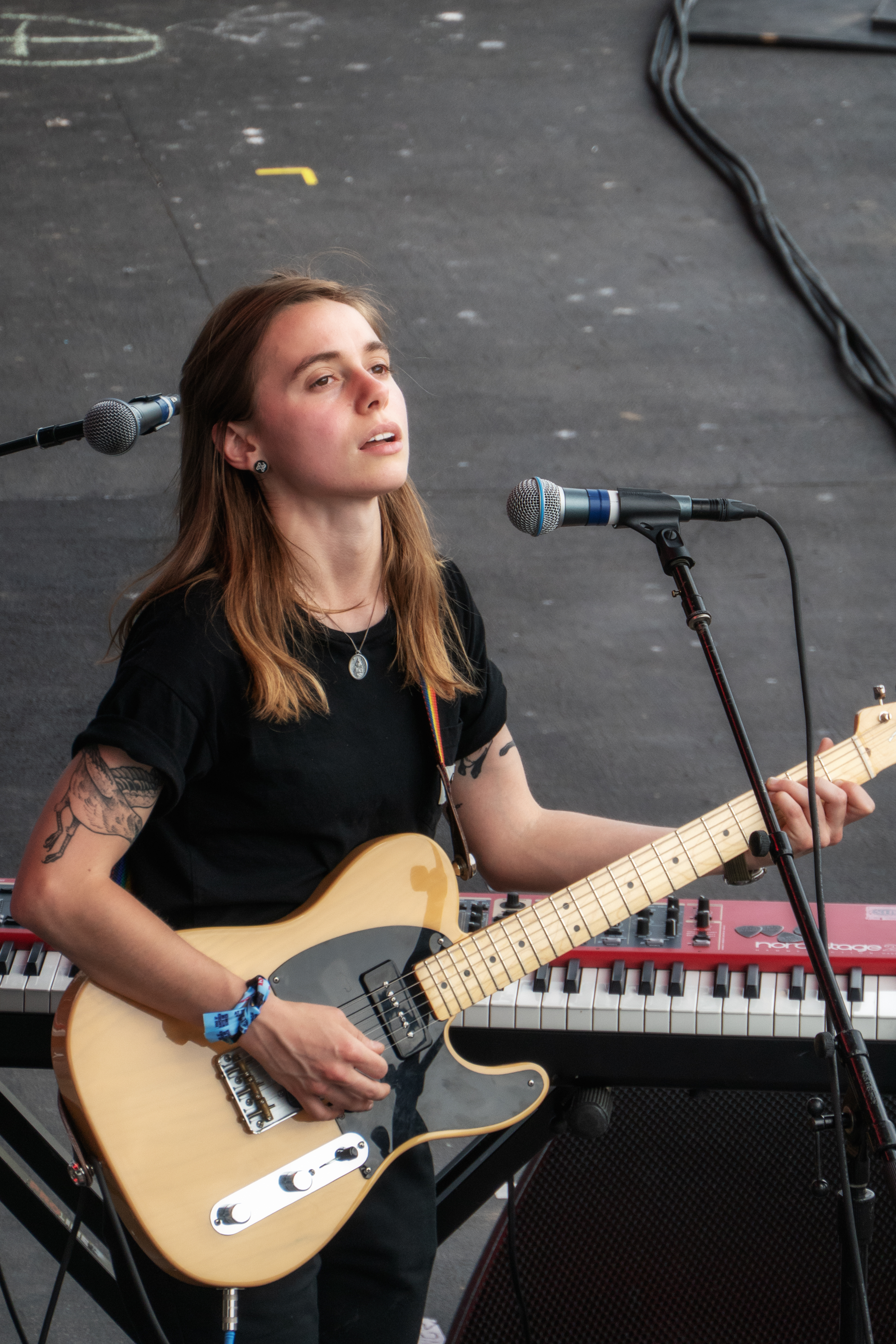
Julien Baker bei einem Auftritt (2018)

Baker wurde in Germantown geboren und wuchs in Bartlett, einem Vorort von Memphis, Tennessee, in einer religiösen Familie auf. Mit 17 Jahren outete sie sich ihren Eltern gegenüber als homosexuell. Baker studierte an der Middle Tennessee State University zunächst Audiotechnik und später Literatur mit den Nebenfächern Spanisch und Sekundarbildung. Sie unterbrach das Studium kurzzeitig, um sich auf die Musik zu konzentrieren, kehrte im Herbst 2019 aber an die Universität zurück, um den Abschluss zu machen.
2010 gründete Baker die Band The Star Killers, die sich 2015 in Forrister umbenannte. Mit ihrem Freund Michael Hegner nahm sie eine EP auf, die sie 2014 auf Bandcamp veröffentlichte. Aus dieser EP entstand das erste Studioalbum Sprained Ankle, das im Oktober 2015 erschien. Baker erhielt gute Kritiken und spielte unter anderem bei den Tiny Desk Concerts des NPR. Sie trat als Vorgruppe für Bands wie Death Cab for Cutie, Conor Oberst oder Belle and Sebastian auf.
2017 unterschrieb sie einen Plattenvertrag bei Matador Records und veröffentlichte die Singles Funeral Pyre und Distant Solar Systems. Das Album Turn Out the Lights nahm sie mit dem Produzenten Calvin Lauber in ihrer Heimatstadt Memphis auf und veröffentlichte es am 27. Oktober 2017. Kurz darauf trat sie unter anderem in den Fernsehsendungen CBS This Morning und The Late Show with Stephen Colbert auf.
2018 gründete Baker gemeinsam mit Phoebe Bridgers und Lucy Dacus die Band Boygenius, eine selbst-betitelte EP erschien im Oktober 2018. 2020 nahmen die drei Bandmitglieder Background-Gesänge für den Song Roses/Lotus/Violet/Iris von Hayley Williams auf.
Im Februar 2021 wurde ein neues Solo-Album unter dem Titel Little Oblivions veröffentlicht. Für April 2025 ist der Release des Country-Albums Send A Prayer My Way zusammen mit der Musikerin TORRES geplant, vorab erschienen unter anderem bereits die Singles Sugar in the Tank und Dirt.

## Diskografie
Studioalben
- 2015: Sprained Ankle
- 2017: Turn Out the Lights
- 2021: Little Oblivions
- 2025: Send a Prayer My Way (als Julien Baker & Torres)

Livealben und EPs
- 2016: Audiotree Live
- 2016: Spotify Sessions
- 2021: Little Oblivions (Remixes)
- 2022: B-Sides

Singles
- 2017: Funeral Pyre / Distant Solar Systems
- 2017: Appointments
- 2017: Turn Out the Lights
- 2019: Red Door / Conversation Piece
- 2019: The Modern Leper
- 2019: Tokyo
- 2020: Faith Healer
- 2020: A Dreamer's Holiday
- 2021: Hardline
- 2021: Favor
- 2021: Heatwave
- 2022: Guthrie

Gastbeiträge
- 2016: Touché Amoré – Skyscraper
- 2016: Frightened Rabbit – How It Gets In
- 2018: Manchester Orchestra – Bad Things To Such Good People
- 2018: Matt Berninger, Stephen Altman – All I Want
- 2019: Mary Lambert – Bless This Hell
- 2020: Hayley Williams – Roses/Lotus/Violet/Iris
- 2020: Becca Mancari – First Time
- 2020: Phoebe Bridgers – Graceland Too & I Know the End
- 2020: Touché Amoré – Reminders
- 2021: Fucked Up – Act Four
- 2021: The Ophelias – Neil Young On High
- 2021: Lucy Dacus – Going Going Gone, Please Stay & Triple Dog Dare
- 2021: Turnstile – Underwater Boi
- 2021: Keaton Henson – Marionette
- 2021: Jason Isbell and the 400 Unit – Kid Fears
- 2022: Wild Pink – Hold My Hand
- 2023: Becca Mancari – Over and Over
- 2023: The Armed – Sport of Form & In Heaven
- 2024: Thomas Powers – Empty Voices
- 2024: Medium Build – Yoke
- 2024: Calvin Lauber – Get Me Away From Here, I'm Dying
- 2024: Torres – Sugar In The Tank